# Kaciaryna Kamocka
Kaciaryna Kamocka (biał. Кацярына Камоцкая; ur. 22 czerwca 1963 w Mińsku) – białoruska śpiewaczka tworząca w stylu bard-rock i rock; związana z grupą muzyczną Nowaje Nieba, ale też zaangażowana w inne projekty muzyczne; śpiewa utwory z przesłaniem filozoficznym i społecznym, poezję śpiewaną.

## Życiorys
Urodziła się 22 czerwca 1963 w Mińsku, w Białoruskiej SRR, ZSRR. W 1985 roku ukończyła studia na Wydziale Historii Białoruskiego Uniwersytetu Państwowego, w 1989 roku – aspiranturę na tym samym wydziale. Pod koniec lat 80. zajęła się twórczością muzyczną, wykonując w duecie ze swym ówczesnym mężem Alaksandrem Kamockim piosenki o charakterze bardowskim. W 1991 roku podjęła współpracę z grupą muzyczną Nowaje Nieba. Jej podstawowym stylem stał się wówczas mainstream muzyki rockowej z filozoficzno-społecznym przesłaniem. Od początku XXI wieku projekt ten istnieje w wariancie akustycznym. W latach 1994–1995 tworzyła i prowadziła program muzyczny PraRok na antenie mińskiego kanału telewizyjnego 8 kanał. W latach 1995–1996 realizowała ten sam program w informacyjno-muzycznym białoruskim radiu 101,2. W 1997 roku uczestniczyła w tworzeniu projektu muzycznego Narodny Albom.

## Twórczość
Dyskografia Kaciaryny Kamockiej to przede wszystkim płyty wydane przez grupę Nowaje Nieba. Jej piosenki pojawiły się także w wielu składankach, m.in.:
- Kotka (składanka Wolnyja tancy: nowaja alternatywa, wyd. BMAgroup, 2000);
- Biełaja lebiedź, Son u tramwai (składanka Wolnyja tancy: słuchaj swajo, wyd. BMAgroup, 1999);
- U niebie źniczawańniau (składanka Hienerały ajczynnaha roku, wyd. BMAgroup, 2004);
- Maja kraina (składanka demonstracyjna Belarusian Red Book. Music of Belarus, Niemcy, 2006)[2].

W jej repertuarze występują też piosenki, których słowami są wiersze współczesnych białoruskich poetów. Są to m.in.: Szostaje padarożża (słowa Ihar Babkou), Son u tramwai (słowa Adam Hłobus), Biełaja lebiedź (słowa Anatol Sys), Maja kraina (słowa Michaił Aniempadystau). Wystąpiła też w szeregu klipów muzycznych. Były to: Dom (reż. Anatol Wieczar), Spynilisia na darozie (reż. Anatol Wieczar), Nieba mianaje koler (reż. Anatol Wieczar), Cepeliny (reż. U. Markiewicz), Maja kraina.

## Występy
Kaciaryna Kamocka wielokrotnie występowała na różnych imprezach na Białorusi, Ukrainie, Francji, Danii („Roskild”, 1993), Litwie, Wielkiej Brytanii. W Polsce występowała m.in. na festiwalu białoruskiej muzyki „Basowiszcza” i na koncercie „Solidarni z Białorusią” w Warszawie w 2006 roku.

## Nagrody
- Rok-karona w nominacji Rok-kniazouna w 1994 i 1995 roku[2].